# قليتش قشلاقي
قليتش قشلاقي هي قرية في مقاطعة نمين، إيران. عدد سكان هذه القرية هو 69 في سنة 2006.